# Carl Abraham Broling
Carl Abraham Broling, född 20 februari 1798 i Knista socken, död 9 augusti 1851 i Paris, var en svensk gravör och myntproberare. Han var brorson till Gustaf Broling
Broling var son till kronofogden i Leke och Karlskoga fögderi Nils Kristan Broling och Carolina Schröder samt från 1825 gift med Sophia Maria Willberg och far till tecknaren Ida Maria Charlotta Broling och Gustaf Broling.
Han blev extraordinarie kanslist och kopist i Bergskollegium och samma år även auskultant, samt från 1817 kammarskrivare i sundhetskollegiets fältläkarkontor. Han arbetade under denna period i bergkollegiets proberkammare och dess kemiska laboratorium, dels vid en av de större gjutstålsfabrikerna. Han anlitades under denna tid ganska ofta som gravör, bland annat av järnkontoret, från 1819 var han vid flera tillfällen tillförordnad myntproberare vid Kungliga Myntet och erhöll 1820 myntproberares titel. Järnkontoret sände honom 1822 till Dannemora gruvor för att avrita mekaniska byggnader. Broling utförde även illustrationerna till farbrodern Gustaf Brolings reseskildring från England och formgav även växlar och andra dokument för Kungliga myntet och erhöll 1824 en tjänst där som penningräknare och maskinist. Han införde några år därefter gravyrer med engelsk konstsvarvningsmetod vid riksbanken, och företog 1829 en studieresa till Storbritannien för att studera tryckkonsten. 
1830 blev Broling gravör och stereotyperings- och tryckeriföreståndare vid riksbankens sedeltryckeri, uppgjorde förslag till införande av den brittiska konstgraveringen av sedlar 1831 och uppfann en metod för att färga sedelpapper. Brolings metod för sedeltillverkning, som infördes 1836 kom att modernisera den svenska sedelproduktionen. Han började även införa stereotypi vid sedeltryckninge, en metod han förbättrade genom att introducera elektroplätering. Broling införde även en av honom uppfunnen numreringsmaskin. Han avled plötsligt under en studieresa i Paris. Broling finns representerad vid bland annat Nationalmuseum i Stockholm.